# 維爾達爾佩山
47°45′12″N 15°27′20″E / 47.75333°N 15.45556°E

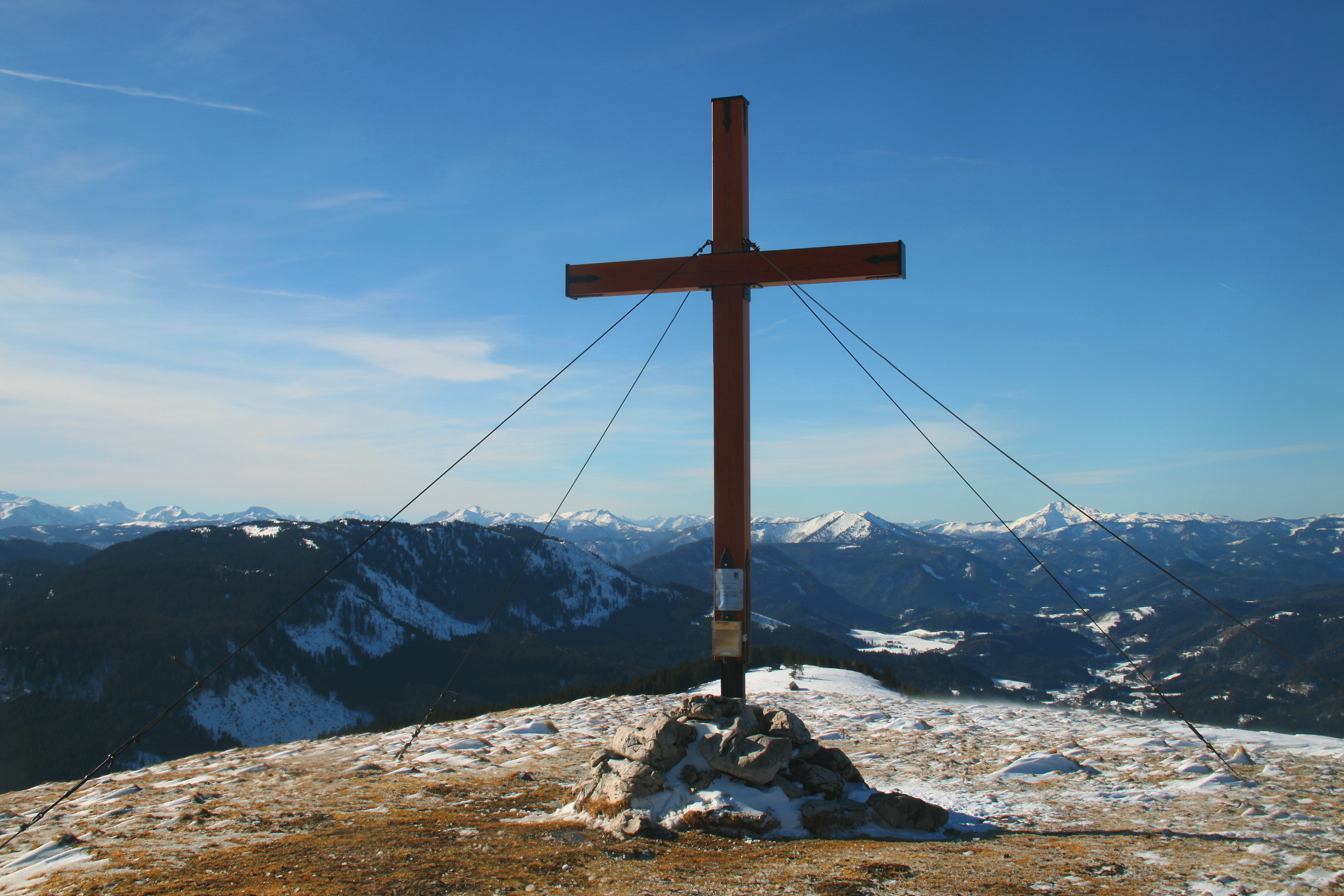

維爾達爾佩山（德語：Wildalpe），是奧地利的山峰，位於該國東南部，由施泰爾馬克州負責管轄，屬於米爾茨塔勒阿爾卑斯山脈的一部分，海拔高度1,523米，每年平均降雨量1,409毫米。